# 131º Reggimento carri
Il 131º Reggimento carri è stata un'unità di Cavalleria dell'Esercito Italiano.

## Il 131º reggimento Fanteria carristi
Il 131º Reggimento Fanteria carrista si costituì il 27 luglio 1941 a Siena presso il Deposito del 31º Reggimento Fanteria carrista. Il suo primo comandante fu il Colonnello Domenico Ciccimarra, poi sostituito dal Tenente Colonnello Luigi Cixi.
La sua formazione organica iniziale comprendeva il CC battaglione carri SOMUA S35 al comando del Capitano Enzo Del Pozzo, il CI battaglione carri Renault 35 al comando del Tenente Colonnello Massimino D'Andretta ed il CII battaglione carri Renault 35 comandato dal Tenente Colonnello Osvaldo Mazzei, tutti formati dal 4º Reggimento Fanteria carrista di Roma.
I carri SOMUA S 35 e Renault R 35 erano preda bellica e furono ceduti all'Italia dai tedeschi.
Il 15 agosto 1941 il 131º venne dislocato in Friuli, insieme a tutta la Divisione corazzata Centauro, nella zona di Travesio in previsione dell'invio in Africa Settentrionale della Divisione. Qui svolse un intenso ciclo addestrativo. Tuttavia, la qualità del carri approvvigionati per equipaggiare il reggimento e la scarsità di pezzi di ricambio non gli consentì mai di raggiungere la piena capacità operativa.
Il 25 dicembre 1941 il CC battaglione carri SOMUA S 35 venne scorporato dal 131º ed inviato in Sardegna, a Dolianova, dove il 20 settembre 1942 fu inquadrato nel 32º Reggimento Carristi dislocato a Sanluri, alle dipendenze del XIII Corpo d'Armata. Il CC battaglione carri fu poi inserito insieme al 32º e al 132º reggimento carri, ricostituiti in Sardegna per un breve periodo nel 1944), nel Raggruppamento motocorazzato affidato al Colonnello G. Maria Scalabrino (già Comandante del 3º Reggimento Carristi dal 16 ottobre 1937 al 1º novembre 1939) per essere infine sciolto il 2 ottobre 1944.
Gli altri due battaglioni si schierarono in Sicilia e presero parte fino alla loro completa distruzione alle operazioni difensive per contrastare lo sbarco degli alleati nel luglio 1943.

### Nella seconda guerra mondiale
Il 2 gennaio 1942 il reggimento, su CI e CII battaglione carri Renault, venne reso autonomo dalla Divisione corazzata Centauro ed inviato in Sicilia, posto alle dipendenze della 6ª Armata.
Nel luglio 1943 il comando del 131º Reggimento e i due battaglioni carri R 35, insieme ad altri due battaglioni semoventi controcarro da 47/32 autonomi anch'essi appartenenti alla Specialità carristi, parteciparono alla difesa della Sicilia contro lo sbarco anglo-americano articolandosi in gruppi tattici insieme alle compagnie dei due battaglioni semoventi controcarro da 47/32 mobilitati dal Deposito 33º Reggimento Carristi. Numerose le ricompense al Valor Militare guadagnate dai Carristi di ogni grado del 131º Reggimento carristi nei 38 giorni di duri combattimenti in Sicilia che gli uomini del 131º affrontarono con coraggio nonostante l'inadeguatezza dei mezzi in dotazione.
A metà agosto 1943 il comando del reggimento, assieme ad un battaglione di formazione comprendente il personale di tutti i reparti superstiti, tornò in continente e dal 1º settembre iniziò il proprio riordino presso il Deposito del 31º Reggimento a Siena, attività che però si interruppe subito dopo l'annuncio dell'armistizio.

### Dal dopoguerra ad oggi
Il 1º gennaio 1953 a Pinerolo venne ricostituito come unità autonoma il CI Battaglione carri, con carri armati pesanti M26 Pershing. Nel successivo mese di luglio il battaglione viene trasferito a Vercelli per trasferirsi poi ad ottobre 1956 a Verona, passando alle dipendenze del IV Corpo d'armata, dove rimane fino allo scioglimento avvenuto il 31 dicembre 1963, con il personale del battaglione che confluisce nel III battaglione del ricostituito 32º Reggimento carri.

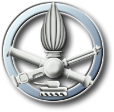
Fregio della Cavalleria specialità Carristi dell'Esercito Italiano

Con la ristrutturazione dell'Esercito Italiano, il 21 ottobre 1975 venne ricostituito a Bellinzago Novarese il 101º Battaglione carri "M.O. Zappalà", cui venne assegnata con decreto 12 novembre 1976 la Bandiera del 131º Reggimento fanteria carrista ereditandone le tradizioni ed inquadrato nella 31ª Brigata corazzata "Curtatone".
Con il nuovo ordinamento assunto dalla Forza Armata il battaglione il 31 luglio 1993 viene soppresso, ed il personale ha contribuito alla formazione del 31º Reggimento carri. Nel successivo mese di settembre il 131º Reggimento carri venne ricostituito a Persano inquadrando il preesistente 31º Battaglione carri "M.O. Andreani", successivamente ridenominato 101º battaglione carri "M.O. Zappalà". Il 131º è stato assegnato alla 8ª Brigata bersaglieri "Garibaldi".
Lo stendardo del 131º Reggimento Carri è l'unico vessillo delle unità della specialità Carristi insignito di Croce d’Oro al Merito dell’Esercito. L'onorificenza è stata attribuita per l'impegno profuso nell'ambito delle Operazioni Multinazionali di Pace in Afghanistan.
Con la revisione dello strumento militare nazionale, l'11 luglio 2013 il reggimento è stato sciolto nella sede di Persano sostituito, nella stessa sede, dal 4º Reggimento Carri proveniente dalla Brigata corazzata "Ariete". Il 17 luglio 2013 lo Stendardo è stato versato al Sacrario delle Bandiere del Vittoriano a Roma

## Soccorso alla popolazione
- Febbraio 2012: aliquote di personale e mezzi del 131º Rgt. carri sono mobilitati per l'emergenza maltempo e sono intervenuti per ripristinare la viabilità a Potenza.[4]

## Stemma
Scudo: Trinciato: il primo di rosso, all'aquila normanna nera di Sicilia; il secondo di azzurro, al centauro d'oro, impugnante un arco teso con dardo.
Corona turrita
Ornamenti esteriori: lista bifida: d'oro, svolazzante, collocata sotto la punta dello scudo, incurvata con la concavità rivolta verso l'alto, riportante il motto: "D'ACCIAIO ANCHE I CUORI".
Lo scudo è diviso in due parti: nella prima su sfondo azzurro (simbolo di amor di Patria e valore) è riportato un centauro a ricordo del periodo di appartenenza del reggimento all'omonima grande unità corazzata; nella seconda, su smalto rosso (simbolo del sacrificio supremo), è inserita l'aquila normanna per indicare l'eroico comportamento tenuto dai carristi dei battaglioni Cl e Cll nella difesa della Sicilia.

## Festa del reggimento
- La festa del reggimento si svolge il 1º ottobre, anniversario della costituzione della specialità (1927).

## Armi e mezzi in dotazione
Informazioni ricavate dalla pagina del 131º Reggimento carri nel sito dello Stato Maggiore dell'Esercito.

### Armamento
- Pistola automatica "BERETTA 92 FS" cal.9
- Fucile d'assalto "AR 70/90" cal. 5,56
- Arma di reparto "MINIMI" cal. 5,56
- Arma di reparto "MG 42/59" cal. 7,62 NATO
- Arma di reparto Browning cal. 12,7
- OD 82/SE

### Mezzi
- Land Rover AR 90
- M577 - Veicolo Posto Comando
- C-1 Ariete